# Наша жизнь (газета, Красные Четаи)
Наша жизнь (чув. Пирӗн пурнӑҫ) — районная газета Красночетайского района Чувашии. Выходит на русском и чувашском языках. Учредителями газеты являются Министерство культуры Чувашской Республики и редакция газеты.
Газета основана 6 апреля 1930 года. Первоначально называлась «Коллективист» и печаталась в Ядрине на русском языке раз в две недели. В июле 1932 года газета стала называться «Красночетаевец», а с сентября 1932 года — «Ҫӗнтерӳ ҫулӗ». При этом она стала издаваться на чувашском языке. К 1939 году газета выходила уже 3 раза в неделю. В газете начинал свою творческую деятельность чувашский писатель и поэт П. А. Тихонов (Ялгир).
В 1962—1965 годах, в связи с упразднением Красночетайского района, газета не издавалась. 6 апреля 1966 года издание было возобновлено под названием «Колхоз хаҫачӗ» (Колхозная газета). В июне 1976 года газета вновь была переименована — её новым названием стало «Коммунизм ҫулӗпе» (По пути к коммунизму). 29 августа 1991 года газета получила своё нынешнее название.
На протяжении долгого времени газета была двуязычной — русско-чувашской. Однако в свидетельстве о регистрации газеты указан только чувашский язык издания. В результате в 2012 году главный редактор газеты был оштрафован на 2000 рублей за публикацию материалов на русском языке.